# لیسی استورم
لیسی استورم (انگلیسی: Lacey Sturm؛ زادهٔ ۴ سپتامبر ۱۹۸۱) (نام تولد:لیسی نیکول موسلی) یک موسیقی‌دان اهل ایالات متحده آمریکا است. وی از سال ۲۰۰۰ میلادی تاکنون مشغول فعالیت است. او در گذشته خوانندهٔ اصلی گروه فلای‌لیف بود.